# Котешти (Арђеш)
Котешти (рум. Cotești) насеље је у Румунији у округу Арђеш у општини Годени. Oпштина се налази на надморској висини од 492 m.

## Становништво
Према подацима из 2002. године у насељу је живело 809 становника, од којих су сви румунске националности.